# Économie utile pour des temps difficiles
Économie utile pour des temps difficiles est un livre d'économie, écrit par Esther Duflo et Abhijit V. Banerjee, publié en 2020 aux éditions du Seuil. 
Récompensés du prix Nobel d'économie 2019 pour leurs travaux, ces deux économistes du développement se penchent sur les grandes questions économiques de notre temps (l'immigration, le libre-échange, les inégalités, la protection de l'environnement, etc.).
Il s'agit de la seconde collaboration entre ces deux auteurs, après Repenser la pauvreté (2012).

## Contenu

### La bonne et la mauvaise science économique
Une des thématiques centrales qui suit l'ensemble de l'ouvrage est la place que doivent occuper les économistes dans la société. Il s'agit notamment d'opposer le dynamisme prôné par les modèles scientifiques, aux pesanteurs, et aux rigidités de la réalité sociale : « toutes les économies sont rigides » précisent les auteurs. 
Ils dénoncent alors la mauvaise science économique qui « justifie les cadeaux faits aux riches et la réduction des programmes d'aide sociale », aveugle, qui ne voit que de la croissance et des gagnants de la mondialisation partout, et reste aveugle de l'explosion des inégalités dans le monde, et de la fragmentation sociale croissante.
Esther Duflo et Abhijit V. Banerjee prônent au contraire une position plus modeste des économistes dans la société, qui jouissent d'un manque de confiance de l'opinion publique à leur égard. Comme ils l'écrivent : « les économistes sont plutôt des plombiers : ils résolvent les problèmes par un mélange d'intuition faite de science, de conjecture fondée sur l'expérience et d'une bonne dose d'essais et d'erreurs ». 

## Publication et promotion
En octobre 2019, Abhijit Banerjee s'est rendu en Inde pour assurer la promotion du livre, et exposer ses engagements dans la capitale de New Delhi et dans sa ville natale de Calcutta. Il a notamment rencontré le Premier Ministre Narendra Modi.
Esther Duflo a tenu une conférence à la London School of Economics le 5 novembre 2019.
Quelques jours avant la publication de la traduction française, le journal Le Monde publie une série d'extraits du livre.

## Éditions
- Economie utile pour des temps difficiles  (trad. de l'anglais), Paris/61-Lonrai, Seuil, coll. « Les Livres du Nouveau Monde », 12 mars 2020, 522 p. (ISBN 978-2-02-136656-3)[11]
- (en) Good Economics for Hard Times : Better Answers to Our Biggest Problems, Etats-Unis, PublicAffairs, 12 novembre 2019, 320 p. (ISBN 978-1-61039-950-0)[12]
- (en) Good Economics for Hard Times : Better Answers to Our Biggest Problems, Inde, Juggernaut Books, 12 novembre 2019, 403 p. (ISBN 978-93-5345-070-0)[13]
- (en) Good Economics for Hard Times : Better Answers to Our Biggest Problems, Royaume-Uni, Allen Lane, 12 novembre 2019, 402 p. (ISBN 978-0-241-30689-5)[14]